# Trahison japonaise

Trahison japonaise (titre original: Betrayal from the East) est un film d'espionnage américain réalisé par William A. Berke et sorti en avril 1945.

## Synopsis
Un américain est recruté par un réseau d'espions japonais opérant aux États-Unis; ils recherchent en particulier des informations sur le Canal de Panama.

## Fiche technique
- Titre original: Betrayal from the East
- Réalisation : William Berke

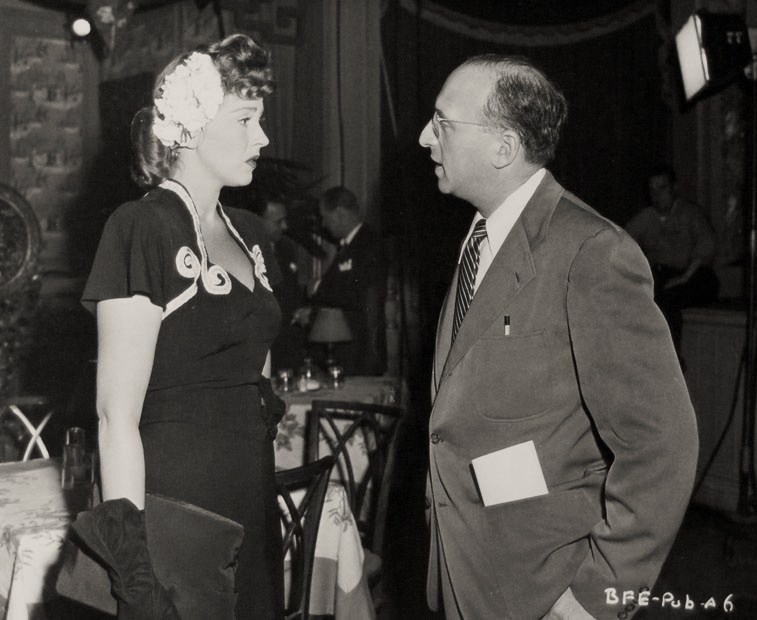
Le réalisateur William Berke avec Nancy Kelly lors du tournage

- Scénario :  Aubrey Wisberg d'après un roman de Alan Hynd
- Production : RKO Radio Pictures
- Image : Russell Metty
- Musique : Roy Webb
- Durée : 82 minutes
- Dates de sortie : 
  - États-Unis : 25 février 1945 (première)
  - États-Unis : 24 avril 1945
  - France : 6 juillet 1949

## Distribution
- Lee Tracy : Eddie Carter
- Nancy Kelly : Peggy Harrison
- Richard Loo : Lieutenant Commander Miyazaki, alias Tani
- Regis Toomey : Sergeant Jimmy Scott
- Abner Biberman : Yamato
- Philip Ahn	: Kato
- Addison Richards : Captain Bates, G-2
- Bruce Edwards : Purdy, G-2 Agent
- Hugh Ho Chang : Mr. Araki
- Victor Sen Yung : Omaya
- Roland Varno : Kurt Guenther
- Louis Jean Heydt : Jack Marsden
- Jason Robards Sr.	: Charlie Hildebrand
- Victor Wong : Joe
- Drew Pearson : lui-même